# Félix Fuchs
Félix Alexandre Fuchs (Elsene, 25 januari 1858 – aldaar, 23 februari 1928) was een gouverneur-generaal van Belgisch-Congo en een hoog ambtenaar in de Onafhankelijke Congostaat. Hij bekleedde achtentwintig jaar lang (1888-1916) verschillende belangrijke functies in de magistratuur, de administratie en het bestuur van de Belgische kolonie. Na de overname van de Onafhankelijke Congostaat door de Belgische staat in 1908 werd hij de tweede gouverneur-generaal van Belgisch-Congo (1912-1916). In 1928 overleed Fuchs, gedecoreerd met dertien onderscheidingen, te Elsene. Hij ging de Belgische koloniale geschiedenis in als ‘un des plus anciens et des plus loyaux serviteurs de Léopold II’.
Hoewel liberaal van overtuiging, was Fuchs te veel carrièrist om geen instrument te worden van de leopoldiaanse roofpolitiek.

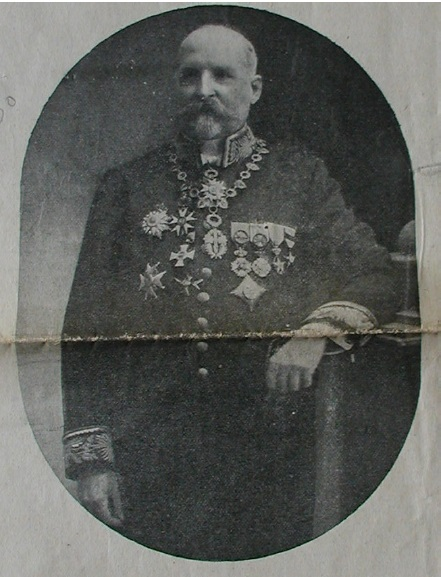
Gouverneur-generaal Félix Fuchs,1913, Tribune Congolaise

## Vroege leven
Félix Fuchs werd geboren te Elsene op 25 januari 1858 als zoon van landschapsarchitect Louis Fuchs. Louis Fuchs kwam zich in 1843 als Pruis in Brussel vestigen. In de tweede helft van de 19de eeuw groeide hij uit tot een van de drie belangrijkste tuinarchitecten in België. In 1862 werden vader en (waarschijnlijk) zoon Fuchs tot Belg genaturaliseerd. Félix Fuchs volgde vervolgens een opleiding tot jurist aan de Université Libre de Bruxelles en studeerde er af als doctor in de rechten. Na een kort verblijf als advocaat aan de Brusselse balie ging hij in dienst van het Ministerie van Buitenlandse Zaken. Hier liet hij zich volgens de vaderlandse geschiedschrijving ‘verleiden’ door het koloniale project van Leopold II. Koning Leopold II zocht en vond via het Ministerie van Buitenlandse zaken wel meer personeel voor de Onafhankelijke Congostaat. In 1888 werd Fuchs definitief aangenomen in dienst van de kolonie. In januari van dat jaar vertrok hij met de stoomboot 'Lualaba' voor de eerste keer naar Congo.

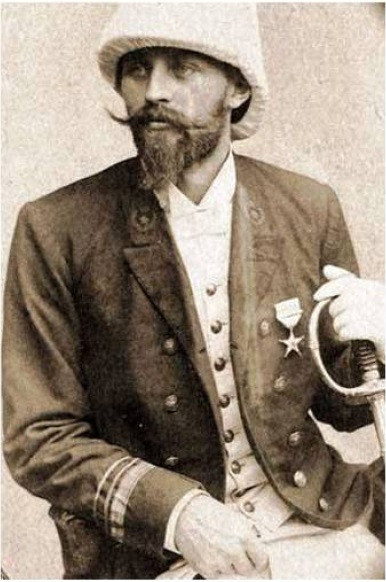
Félix Fuchs als functionaris van de Onafhankelijke Congostaat ca. 1888

## Carrière in de Onafhankelijke Congostaat (1888-1908)
Fuchs maakte heel snel carrière in de Onafhankelijke Congostaat, eerst binnen de magistratuur en later ook binnen de hoge administratie. Bij zijn indiensttreding in 1888 werd hij meteen directeur van het Departement van Justitie in Congo. Datzelfde jaar kreeg hij ook de post van plaatsvervangend rechter bij het Hof van Beroep in Boma (drie jaar later definitief). Fuchs was tijdens deze eerste jaren binnen het justitieapparaat van Neder-Congo omringd door vijf andere doctoren in de rechten: de Cuvelier, Gustin, Baerts, Desaegher en Vanderstraeten.

### Vicegouverneur
Met het overlijden van gouverneur-generaal Henry Ernest Gondry in mei 1889 maakte Fuchs de overstap naar de hoge administratie. Er werd een voorlopig Comité Exécutif opgericht, waarvan hij de voorzitter was. In 1891 speelde hij als commissaire royal een belangrijke rol bij het sluiten van een grensverdrag met Portugal. Onder gouverneur-generaal Théophile Wahis promoveerde Fuchs tot vicegouverneur (1892). Hij was dan amper vier jaar in dienst van de Onafhankelijke Congostaat. Als vicegouverneur verving hij de gouverneur-generaal wanneer deze afwezig was. Fuchs deed zo tussen de jaren 1892 en 1912 verschillende interims als gouverneur-generaal. In 1892 werd hij eveneens benoemd tot directeur-generaal, wat betekende dat hij een deel van de taken van de gouverneur-generaal permanent overnam.

### Staatsinspecteur en hof van beroep
In 1892 werd Fuchs ook benoemd tot staatsinspecteur. Dit corps d’élite van staatinspecteurs controleerden of het personeel van de Onafhankelijke Congostaat zich niet bezondigde aan persoonlijke oneerlijkheid of luiheid. In datzelfde jaar voerde hij een studiemissie uit in Mayumbe met als doel de economische mogelijkheden van het gebied in kaart te brengen. In 1896 werd Fuchs in het kader van de affaire-Stokes benoemd tot voorzitter van het Hof van Beroep in Boma, de hoogste rechtbank op Congolees grondgebied. De Britse handelaar Stokes was door kapitein Lothaire zonder eerlijk proces opgehangen. Félix Fuchs werd als rechter geïnstalleerd om de beschuldigde te kunnen vrijspreken. Deze affaire was een belangrijke katalysator van de Britse anti-Congolese campagne. Als voorzitter van het Hof van Beroep voerde Fuchs in 1897 nog een bijzondere inspectieopdracht uit in Boven-Congo. Van 1900 tot 1902 deed hij inspectiemissies in heel de Onafhankelijke Congostaat, die resulteerden in het Rapport-Fuchs van 1904.

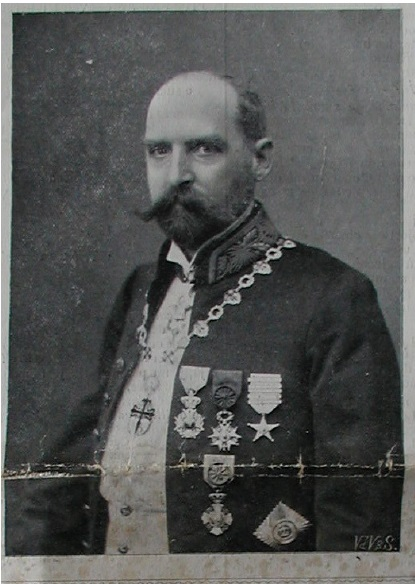
Félix Fuchs als vicegouverneur van de Onafhankelijke Congostaat, Tribune Congolaise, 1907

### Overgang naar Belgisch-Congo
Ondertussen klonken de stemmen die de wantoestanden in de Onafhankelijke Congostaat aanklaagden steeds luider. Fuchs trok zich van 1904 tot 1907 terug in verlof. In 1907 keerde hij uit dat verlof terug om gouverneur-generaal Théophile Wahis nogmaals te vervangen. Het anti-Congolese protest resulteerde in het jaar 1908 in de overname van de kolonie door de Belgische staat. Op dat moment werd Fuchs in de pers naar voor geschoven als een van de grootste favorieten voor het nieuwe ambt van minister van koloniën. De katholieken waren echter aan de macht en het politieke getouwtrek eindigde in het nadeel van de liberale oud-koloniaal Fuchs.

## Persoonlijke visie
Félix Fuchs was zoals veel van zijn collega’s een groot bewonderaar van het "koloniale avontuur dat Onafhankelijke Congostaat heette". Hij was voor Leopold II en zijn entourage een betrouwbare pion in de lokale regering van de Onafhankelijke Congostaat. Dat blijkt uit de snelheid waarmee hij belangrijke functies toevertrouwd krijgt. Hij werd ook uitgekozen om ‘delicate problemen’ zoals de Stokes-affaire in de doofpot te stoppen. Fuchs spreidde de nodige discretie tentoon die van de hoge ambtenaren van de Onafhankelijke Congostaat verwacht en zelfs contractueel geëist werd. Zijn onvoorwaardelijke loyaliteit aan de Onafhankelijke Congostaat maakte hem echter onpopulair bij andere kringen, zoals bijvoorbeeld de progressieve rechters van de kolonie.

### Tegenstander van geweld
Fuchs toonde zich een principieel tegenstander van geweld en repressie tegenover de Congolese bevolking. Hij uitte in vertrouwelijke documenten meerder keren zijn misprijzen over de gewelddadige dwangmethodes van de agenten van de rubbermaatschappijen. Ook staatsagenten die in zijn ogen verantwoordelijk waren voor een 'oorlogszuchtige politiek' en 'moordpartijen', klaagde hij intern aan. Hij betreurde dat sommige officieren van de Force Publique 'de zwarte' slechts 'als een dier' beschouwden dat aan hun willekeur was overgeleverd. Fuchs pleitte voor vrijwillige samenwerking met de bevolking en vond dat geweld enkel een laatste optie zou mogen zijn. Het openbare rapport-Fuchs van 1904 was echter een propagandastuk, waarin zo'n kritische bedenkingen niet voorkwamen.

### In conflict met de Jezuïeten
Fuchs had Joodse roots en was liberaal van overtuiging. Sommige bronnen beweren dat hij ook vrijmetselaar was. Zijn antiklerikale overtuigingen brachten hem herhaaldelijk in conflict met de Jezuïeten die Leopold naar zijn kolonie had gehaald. Fuchs klaagde intern hun bekeringsijver aan en verzette zich tegen (saboteerde zelfs) de dwangmethodes die de paters gebruikten om kinderen naar hun ‘kapelhoeven’ te brengen. De Jezuïeten protesteerden bij de minister van koloniën Jules Renkin. In de bevriende pers maakten ze gewag van een antiklerikale samenzwering in de Congolese administratie. Fuchs nam daarna een meer verzoenende houding aan en pleitte op het einde van zijn mandaat voor een verenigde koloniale en nationale ideologie.

## Gouverneur-Generaal van Belgisch-Congo (1912-1916)
Onder druk van de anti-Congolese campagne tegen de wantoestanden en om financiële redenen werd de Onafhankelijke Congostaat in 1908 overgedragen aan België. Ondanks de roep om verandering bleef de grote meerderheid van de oudgedienden van de Congostaat in dienst. In 1912 kwam voor Fuchs de ultieme bekroning van zijn jarenlange carrière. Hij werd benoemd tot gouverneur-generaal van Belgisch-Congo. In 1913 vierde hij zijn 25-jarig jubileum sinds hij voor het eerst voet aan wal zette in Congo in 1888. Heel de kolonie, buiten de Congolezen zelf, was op de plechtigheid vertegenwoordigd: het overheidspersoneel, de geestelijkheid, de magistraten, het onderwijspersoneel, de zakenlui en de ondernemers. In zijn speech loofde Fuchs het koloniale project volgens het gangbare civilisatiediscours: de Belgen hebben Congo de beschaving gebracht.

### Eerste Wereldoorlog
Op 4 augustus 1914 werd de Belgische neutraliteit in Europa geschonden door de Duitse invasie. Hierdoor mocht België zich juridisch teweerstellen, maar de vraag was of dit ook gold voor de kolonie, die een aparte neutraliteitsplicht had volgens de Akte van Berlijn. De voorzichtige Fuchs nam een legalistische houding aan en beriep zich ook op orders vanuit België om de neutraliteit van Belgisch-Congo zo lang mogelijk te bewaren. Duitse handelsschepen konden zich vrij blijven bewegen op Congolese wateren. Dit neutrale beleid kwam vanuit de kolonie zelf onder vuur te liggen. Gouverneur-generaal Fuchs, van Duitse origine, werd ook persoonlijk verdacht gemaakt. In maart 1915 werd hij per telegram teruggeroepen naar België. Hij werd aangespoord om verlof op te nemen en werd uiteindelijk gedwongen tot ontslag. De officiële reden was zijn gevorderde leeftijd (57 jaar). Fuchs voelde zich sterk in zijn eer gekrenkt en eiste een publieke erkenning voor zijn verdiensten tijdens de oorlog. Die publieke rehabilitatie kwam er uiteindelijk in een speech van minister van koloniën Renkin in Londen, maar dit was te low key om Fuchs' bitterheid weg te nemen. In 1919 werd Fuchs nog benoemd tot lid van het adviserende Conseil Colonial.

## Onderscheidingen
In totaal reisde Félix Fuchs twaalf keer heen en weer tussen Boma en Brussel en verbleef hij tussen 1888 en 1916 ongeveer zeventien jaar effectief op Congolees grondgebied. Hij werd tijdens en na zijn carrière gedecoreerd met dertien onderscheidingen:
- Ordre de Léopold II (België)
- Ordre de la Couronne (België)
- Commandeur de l’Ordre de l’Etoile Africaine (België)
- Grand-Officier de l’Ordre Royal du Lion (België)
- Etoile de Service en or avec trois raies (België)
- Commandeur de la Légion d’Honneur (Frankrijk)
- Grand-Officier de la Couronne d’Italie (Italië)
- Commandeur de l’Etoile Polaire (Zweden)
- Commandeur de l’Ordre de Saint Olaf (Noorwegen)
- Commandeur de l’Ordre du Griffon (Duitsland)
- Commandeur in de Orde van de Dannebrog (Denemarken)
- Officier de l’Ordre de Saint-Jacques (Portugal)
- Grand-Croix de l’Ordre de l’Etoile Noire de Bénin (Franse kolonie Benin)

## Voetnoten
1. ↑  Biographie coloniale belge, p.394
2. ↑  Pierre-Luc Plasman, FUCHS (Félix), in: Biografisch woordenboek van de Belgen overzee, 2012
3. ↑  ‘[il] se laissa tenter par la grande oeuvre de Léopold II’, Biographie coloniale belge, p.390
4. ↑  Guinand M., Félix Fuchs, Gouverneur Général du Congo belge, mémoire ULB
5. ↑  Vangroenweghe D., Voor rubber en Ivoor, 2005, Van Halewyck
6. ↑  Deruytter B., Loyauteit versus individualiteit in de kolonie. Een biografie van Félix Fuchs (1888-1916) http://www.congoforum.be/upldocs/biografie_fuchs.pdf

- Système universitaire de documentation: 155646915
- Virtual International Authority File: 215341179